# Ladinisch

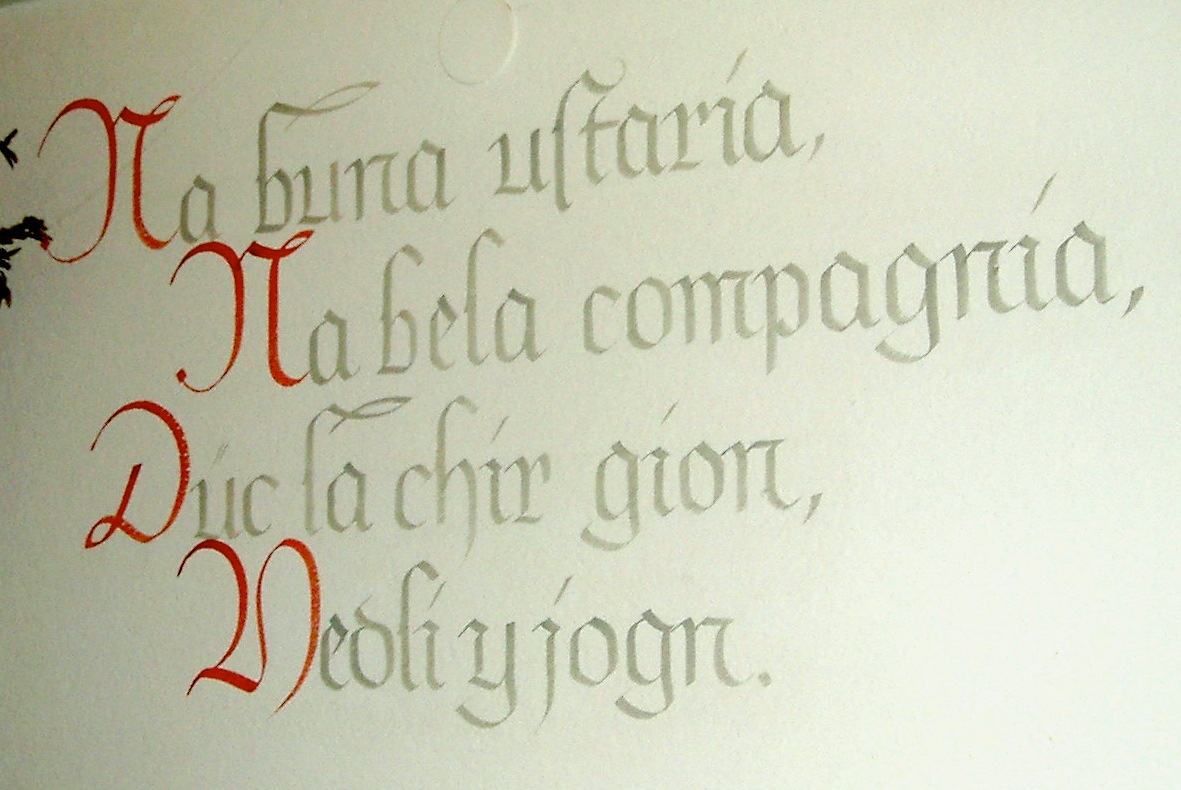
Opschrift in het Ladinisch. Vertaling: "Een goede herberg, goed gezelschap, iedereen bezoekt hem graag, oud en jong."

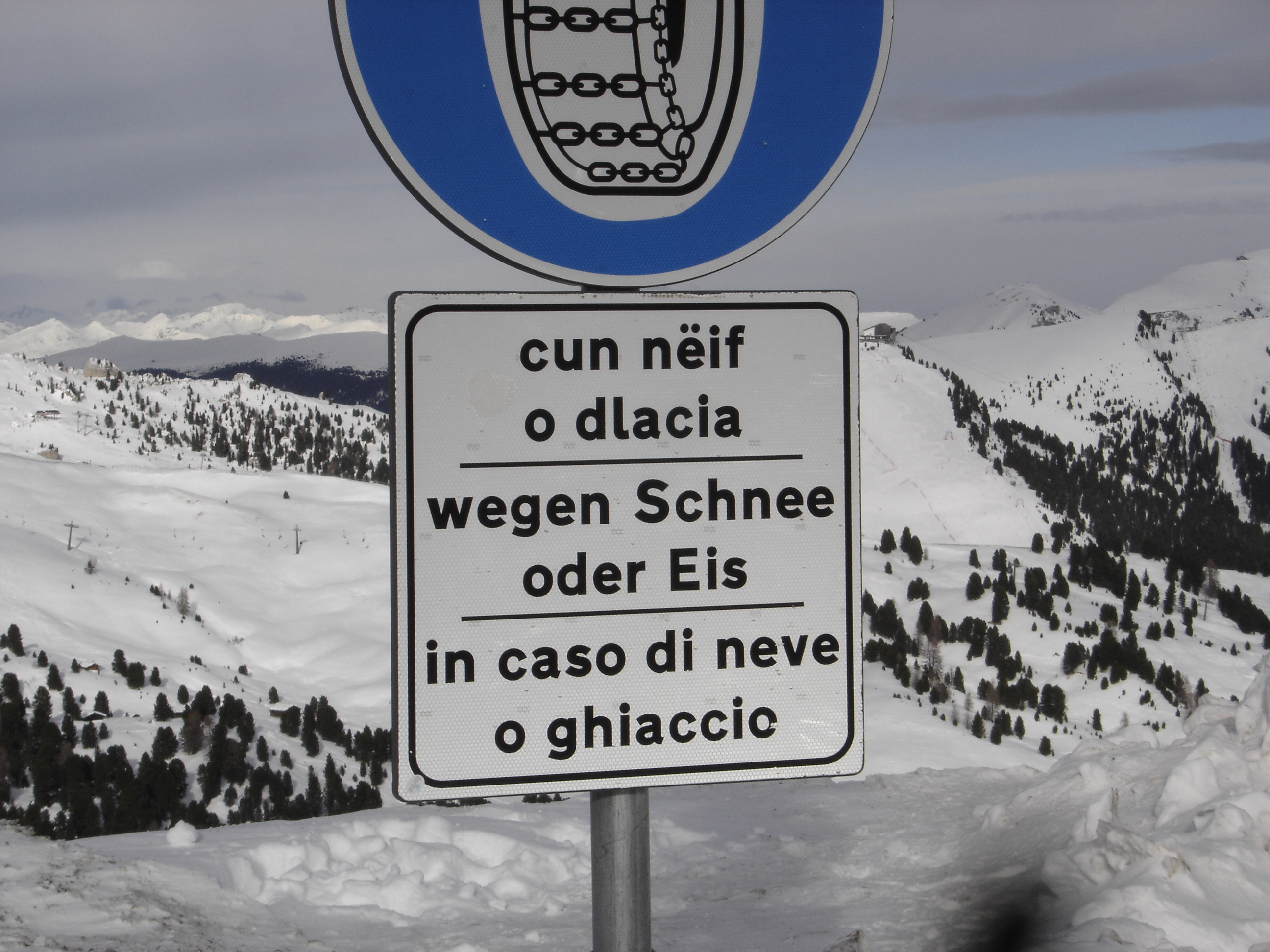
Verkeersbord in Ladinisch, Duits en Italiaans

Het Ladinisch (Ladinisch: Ladin, Italiaans Ladino, niet te verwarren met het Sefardische of Judeo-Spaanse Ladino) of Ladijn is een groep Reto-Romaanse talen die in de Dolomieten worden gesproken.

## Oorsprong
Het Ladinisch stamt af van het vulgair Latijn, de vorm waarin de Keltische bevolking van de Alpengebieden de taal van de Romeinen rond het begin van de jaartelling had overgenomen. Na het wegvallen van het Romeinse gezag vermengden deze zogenaamde Alpenromanen zich sinds de vijfde eeuw n.Chr. in de noordelijke Alpen met binnenkomende Germaanse stammen als de Alemannen (later Zwaben genoemd) en de Bajuwaren (later Beieren genoemd). Zij gingen toen grotendeels over op Germaanse en vervolgens Oud-Duitse dialecten. Hun cultuurtaal werd uiteindelijk het Hoogduits. In de Alpendalen die zich zuidwaarts naar de Povlakte uitstrekken, bleven Volkslatijnse dialecten echter tot in de moderne tijd bestaan, tot ze werden geabsorbeerd door het Italiaans. In delen van het Zwitserse kanton Graubünden handhaafde het Volkslatijn zich als een officieel erkende taal, het Reto-Romaans. In de noordoostelijke Italiaanse provincie Friuli onderging de taal een zekere veritaliaansing, maar het Friulisch heeft daar een sterk eigen karakter behouden. In de dalen van de Dolomieten heette de taal Ladinisch. Ze werd gaandeweg steeds verder door het Italiaans teruggedrongen, naar maar nog zo'n 30.000 mensen, woonachtig in het grensgebied tussen de provincies Zuid-Tirol en Trentino en de grensstreken van deze provincies met de regio Veneto, spreken de taal.

## Geografische verbreiding
Het Ladinische taalgebied behoorde tot 1918 tot het vorstelijk graafschap Tirol en later het kroonland Tirol binnen Oostenrijk-Hongarije. Na de Eerste Wereldoorlog werd het gebied, samen met het Duitstalige deel van Zuid-Tirol, door Italië geannexeerd. Later is het de taal van het onderwijs en openbaar bestuur geworden in de gemeenten Wolkenstein (Sëlva), St. Ulrich (Urtijëi), St. Christina (Santa Cristina), Abtei (Badia), Kurfar (Corvara), Enneberg (Maréo), St. Martin in Thurn (San Martin de Tor), Wengen (La Val), Canazei (Cianacei), Vigo di Fassa (Vich) en Pozza di Fassa (Poza), alle gelegen in de regio Trentino-Südtirol. Geen taalrechten hebben de Ladiners in de gemeenten Cortina d’Ampezzo, Livinallongo del Col di Lana en Colle Santa Lucia, waar zij als minderheid wonen. Deze gemeenten zijn na 1918 afgescheiden van Trentino-Südtirol en horen bij de regio Veneto.
In de plaats Vigo di Fassa zijn een museum en een studiecentrum voor de Ladinische taal en cultuur gevestigd.

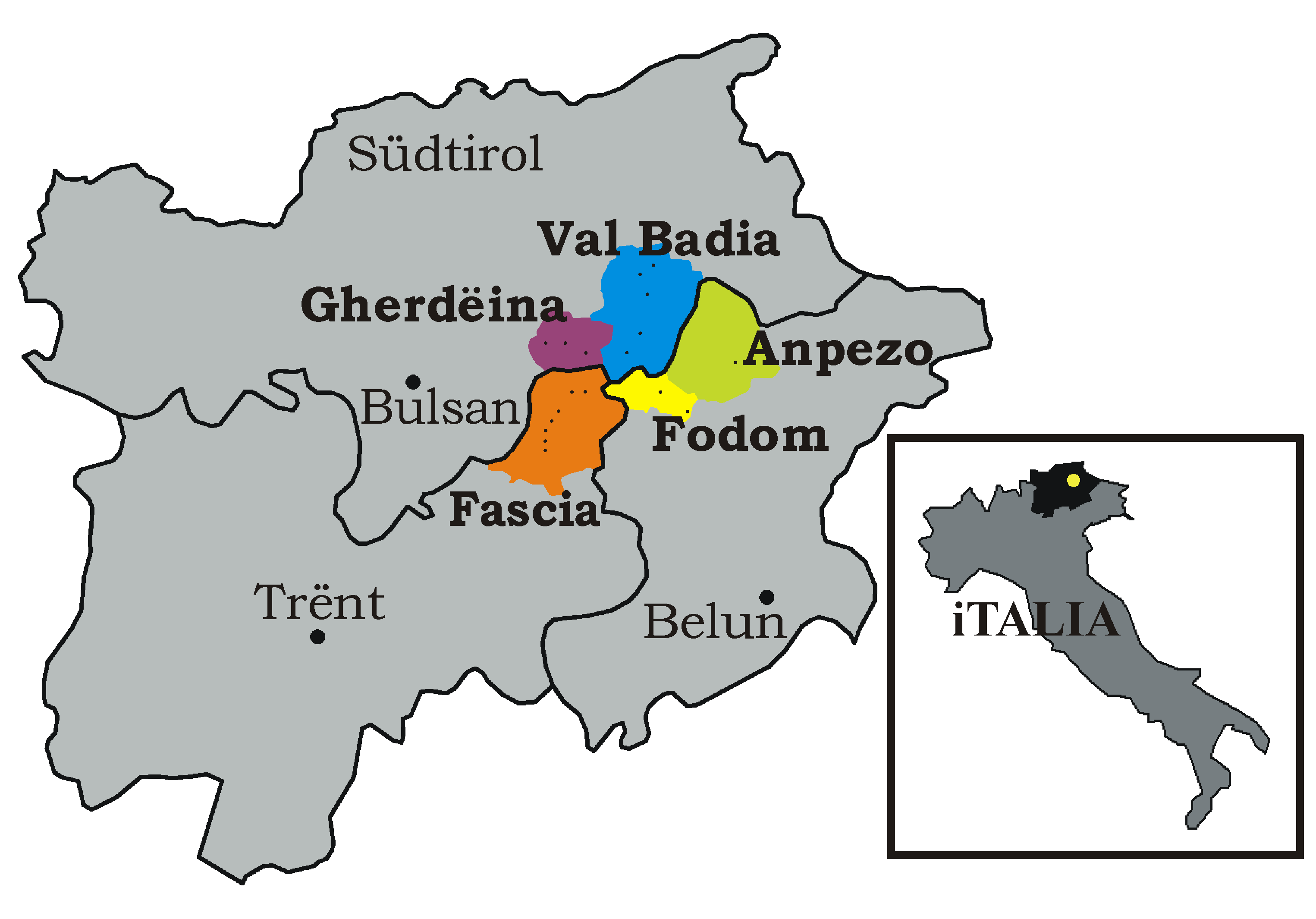
Regio's waar de taal gesproken wordt.

Talen: Algherees · Arbëresh · Arpitaans · Duits · Emiliaans · Frans · Friulisch · Gallurese · Griko · Italiaans · Ladinisch · Ligurisch · Napolitaans · Ouddalmatisch · Piëmontees · Romagnools · Sardijns · Siciliaans · Sloveens · Valdostaans · Venetiaans